# بوروویتسا (استان لوبلین)
بوروویتسا (به لهستانی:  Borowica) یک روستا در لهستان است که در گمینا ووپیننگک گورنه واقع شده‌است.